# Copibec

## Historique
Copibec est fondée conjointement en 1997 par l'Association nationale des éditeurs de livres (ANEL) et l'Union des écrivaines et des écrivains québécois (UNEQ). Au départ, son rôle est de gérer les droits de reprographie au nom des auteurs et des maisons d’édition.
Les auteurs et les maisons d’édition y sont représentés à parts égales sur le conseil d’administration. Les partis s’entendent également que la présidence sera alternée entre une personne représentante de l’ANEL et de l’UNEQ d’une année à l’autre. Siège à la vice-présidence un représentant d’un autre secteur que celui du président. Les postes de secrétaire et de trésorier sont également à parité entre auteur et éditeur.
L’entente est signée par les présidents Antoine del Busso (ANEL) et Louis Gauthier (UNEQ) en novembre 1997. Le 1er avril 1998, Copibec amorce ses activités.
Après le début des activités, de nouveaux membres se sont ajoutés au conseil d’administration, à savoir l’Association des journalistes indépendants du Québec (AJIQ), la Fédération professionnelle des journalistes du Québec (FPJQ), la Société de développement des périodiques culturels québécois (SODEP), les Hebdos du Québec, le Regroupement des artistes en arts visuels (RAAV).

## Action collective et règlement à l’amiable avec l’Université Laval
En 2014, Copibec entame des procédures judiciaires contre l’Université Laval. À l’époque, l’établissement avait décidé d’appliquer ses propres principes de l’utilisation équitable et autorisé son personnel à reproduire des extraits de documents protégés par le droit d’auteur, et ce sans demander l’autorisation aux auteurs et aux éditeurs, ni les rémunérer pour ces utilisations.
En juin 2018, la société de gestion et l’université signent une entente à l’amiable, mettant fin au conflit. Depuis, l’Université Laval a signé une nouvelle licence avec Copibec.

## Projets et orientations

### Plateformes numériques
Développement de plateformes et d’outils numériques pour le milieu de l’éducation.
Depuis 2015, la solution Get It Now, permettant de consulter, de reproduire et de chercher des articles scientifiques non disponibles dans les bibliothèques, est offerte dans les cégeps et les universités.
En 2016, Copibec lance la plateforme SAMUEL. Offertes aux enseignants de niveau primaire, secondaire et collégial, elle permet le téléchargement d’extraits d’œuvres dans le respect du droit d’auteur.
Depuis 2010, le service DONA (DOcuments Numériques Accessibles) offre des documents aux étudiants atteints d’une déficience perceptuelle afin qu’ils puissent utiliser des outils d’aide à la lecture. En 2020, Copibec annonce le développement d’une plateforme afin de faciliter l’accès à de tels documents.

### Technologie blockchain
En février 2019, Copibec annonce un partenariat avec Scenarex pour le développement d’un hub s’appuyant sur la technologie de la chaîne de blocs (blockchain). Il s’agit d’une plateforme de gestion de documents destinée aux entreprises utilisant du matériel protégé par le droit d’auteur. La plateforme est censée gérer automatiquement les droits d’auteur, facilitant ainsi la vie des entreprises et des titulaires des droits sur les documents utilisés.
En août 2020, Copibec annonce que le développement du hub va bon train avec le soutien financier du Programme d’aide à la recherche industrielle du Conseil national de recherches du Canada.

### Défense du droit d’auteur
Au fil des ans, Copibec a posé de nombreuses actions pour défendre le droit d’auteur et revendiquer une juste rémunération pour les auteurs et les éditeurs québécois.

#### Salon international du livre de Québec 2019
En avril 2019, des représentants de Copibec se sont rendus au Salon international du livre de Québec afin de mobiliser les auteurs et les éditeurs autour d’une Loi sur le droit d’auteur plus équilibrée. Selon l’organisme, des modifications apportées à la Loi en 2012 priveraient les artistes de redevances en provenance du milieu de l’éducation.

#### Une vie sans art
Au printemps 2019, le DAMIC, dont Copibec fait partie, lance la campagne Une vie sans art, vraiment?.
À partir du 23 avril, date reconnue mondialement comme étant la Journée mondiale du livre et du droit d’auteur, des capsules vidéos illustrant une vie terne sans la contribution des créateurs circulent sur les réseaux sociaux. S’ensuit un appel à la population à signer un manifeste afin de reconnaître le travail des artistes dans la société et revendiquer une rémunération convenable pour eux.

#### Salon du livre de Montréal 2019
En novembre 2019, Copibec entame une campagne de mobilisation au Salon du livre de Montréal afin de dénoncer des exceptions présentes dans la Loi sur le droit d’auteur, principalement en matière d’éducation. Plus de 250 auteurs et éditeurs se joignent au mouvement en s’affichant en faveur d’une révision de la Loi canadienne sur le droit d’auteur.